# Unidos da Saudade
O Grêmio Recreativo Escola de Samba Unidos da Saudade é uma escola de samba de Nova Friburgo, no estado do Rio de Janeiro.
A detentora de 24 títulos do carnaval friburguense é considerada a Escola do Povo pela sua enorme torcida que tinge a avenida de roxo e branco, sendo a segunda escola mais antiga do município. Integram a sua comunidade pessoas vindas de diversos bairros adjacentes como Cordoeira, Catarcione e Perissê.

## Segmentos

### Presidentes
| Nome                 | Mandato     | Ref.  |
| -------------------- | ----------- | ----- |
| Luiz Carlos Teixeira | 2010        | [ 1 ] |
| Peter Filot          | 2013 - 2016 | [ 2 ] |
| Carlinhos            | 2017 - 2018 |       |
| Luiz Carlos Teixeira | 2019 - 2020 | [ 3 ] |

### Presidentes de Honra
| Nome          | Mandato        | Ref.  |
| ------------- | -------------- | ----- |
| Cici Macarrão | ? - atualidade | [ 4 ] |

### Diretores
| Ano  | Diretor de Carnaval | Diretor geral de harmonia  | Mestre de bateria | Ref.  |
| ---- | ------------------- | -------------------------- | ----------------- | ----- |
| 2016 | Robson Poubel       | Denílson                   | Vandinho          | [ 2 ] |
| 2017 | Denílson            | Eliete / Mirian            | Vandinho          |       |
| 2018 | ?                   | Denílson                   | Vandinho          |       |
| 2019 | Robson Poubel       | Mônica / Fabinho           | Vandinho          |       |
| 2020 | Robson Poubel       | Mônica / Hemiliano / Lucas | Marlon / Léo      |       |

### Coreógrafo
| Ano               | Nome          | Ref. |
| ----------------- | ------------- | ---- |
| 2015 - 2017       | Eduardo Bueno |      |
| 2018 - atualmente | Oyama Queiroz |      |

### Casal de Mestre-sala e Porta-bandeira
| Ano         | Nome               | Ref.  |
| ----------- | ------------------ | ----- |
| 2014 - 2016 | Fabinho e Cassiane | [ 2 ] |
| 2017 - 2018 | Douglas e Cassiane |       |
| 2019 - 2020 | Douglas e Shay     |       |

### Rainha de bateria
| Período           | Rainha              | Ref.  |
| ----------------- | ------------------- | ----- |
| 2008 - 2017       | Ana Paula Magalhães | [ 2 ] |
| 2018 - atualmente | Sueli Lúcio         |       |

## Carnavais
| Unidos da Saudade                            |                                              | |                                              |                                              |                             |
| Ano                                          | Colocação                                    | Enredo | Carnavalesco                                 | Intérprete                                   | Ref.                        |
| 2008                                         | 2° lugar                                     | Alquimia: Magia e transformação                                                                           | Leandro Barboza                              | Vírgilio                                     |                             |
| 2009                                         | 2º lugar                                     | Terra: Templo da Natureza, berço da evolução                                                              | Roberto de Abreu                             | Evandro Malandro                             | [ 5 ] [ 6 ]                 |
| 2010                                         | Campeã                                       | África: Da majestade viva aos tumbeiros, a saga e a herança de seus guerreiro                             | Anilton Almeida                              | Evandro Malandro                             | [ 7 ]                       |
| Não Houve desfile em 2011, devido às chuvas! | Não Houve desfile em 2011, devido às chuvas! | Não Houve desfile em 2011, devido às chuvas!                                                              | Não Houve desfile em 2011, devido às chuvas! | Não Houve desfile em 2011, devido às chuvas! | [ 8 ]                       |
| 2012                                         | Campeã                                       | Encantamento Indígena                                                                                     | Anilton Almeida                              | Evandro Malandro                             | [ 9 ] [ 10 ]                |
| 2013                                         | Campeã                                       | Nas águas de Opará surge São Francisco, um rio de magia e integração nacional                             | Anilton Almeida                              | Guto                                         | [ 11 ] [ 12 ] [ 13 ] [ 14 ] |
| 2014                                         | 2° Lugar                                     | Uma viagem ao inesquecível sabor milenar                                                                  | Anilton Almeida                              | Anderson Paz                                 | [ 15 ] [ 16 ]               |
| 2015                                         | Campeã                                       | O Sagrado                                                                                                 | Anilton Almeida                              | Guto                                         |                             |
| 2016                                         | Campeã                                       | O Grão que move o mundo, cabe em nossas mãos. A saudade põe a mesa o prato do dia, samba, sabor e paixão. | Anilton Almeida                              | Guto                                         |                             |
| 2017                                         | Campeã                                       | O diamante das Minas Gerais.                                                                              | Lucas Mello e Rafael Éboli                   | Guto                                         | [ 2 ]                       |
| 2018                                         | 3° Lugar                                     | 70 anos. Uma história bordada de amor e paixão                                                            | Lucas Mello                                  | Guto                                         |                             |
| 2019                                         | 4° Lugar                                     | Galanga a Saga de Chico Rei                                                                               | Rafael Éboli                                 | Guto                                         |                             |
| 2020                                         | 2° Lugar                                     | Oxum - Divina mãe padroeira, senhora do ouro e da beleza                                                  | Márcio Venâncio                              | Diego                                        |                             |